# Staurastrum pterosporum
Staurastrum pterosporum là một loài Song tinh tảo trong họ Desmidiaceae, thuộc chi Staurastrum.